# Zenson di Piave
Zenson di Piave là một đô thị ở tỉnh Treviso trong vùng Veneto, có cự ly khoảng 30 km về phía đông bắc của Venice và khoảng 20 km về phía đông của Treviso. Tại thời điểm ngày 31 tháng 12 năm 2004, đô thị này có dân số 1.771 người và diện tích là 9,5 km².
Zenson di Piave giáp các đô thị: Fossalta di Piave, Monastier di Treviso, Noventa di Piave, Salgareda, San Biagio di Callalta.